# Isobactrus magnus
Isobactrus magnus is een mijtensoort uit de familie van de Halacaridae. De wetenschappelijke naam van de soort is voor het eerst geldig gepubliceerd in 1907 door Lohmann.